# FC Costuleni
FC Costuleni war ein moldauischer Fußballverein aus Costuleni. Der Verein spielte in der Divizia Națională, der höchsten moldauischen Fußballliga.

## Geschichte
Der Verein nahm erstmals in der Saison 2008/09 an der Divizia B Nord teil und gewann diese. In der Saison 2009/10 gewann Costuleni die Divizia A und stieg in die höchste Spielklasse des moldauischen Fußballs, die Divizia Națională, auf.
Nach einigen Monaten beim Rapid Ghidighici übernahm am 24. Juni 2013 der italienische Geschäftsmann Pietro Belardelli den Verein von Iurie Chirinciuc zu einem symbolischen Preis von einem moldauischen Leu. Chirinciuc blieb Ehrenpräsident, während Belardelli die Leitung und Finanzierung des Vereins übernehmen sollte. Nach einigen Monaten verlor Belardelli jedoch das Interesse am FC Costuleni, woraufhin Iurie Chirinciuc erneut die Eigentümerschaft übernahm.
Ende November 2014 zog sich der FC Costuleni nach 12 Spielen aus der laufenden Saison zurück. Der neue Präsident Andrei Grigor begründete die Entscheidung damit, dass das Team seine Saisonziele – die Qualifikation für europäische Wettbewerbe – nicht erreichen könne. Ehrenpräsident Iurie Chirinciuc erklärte, der Verein habe finanzielle Schwierigkeiten. Er betonte: „FC Costuleni verschwindet nicht, sondern zieht sich lediglich aus der Meisterschaft zurück.“ Damit würde er aber Unrecht haben, denn der Verein wurde am 20. November, vermutlich wegen der finanziellen Lage, aufgelöst.

## Erfolge
- Divizia A (2. Liga)
  - 1× Meister: 2009/10

- Divizia B (3. Liga)
  - 1× Meister: 2008/09